# Перший український театр для дітей та юнацтва
Перший академічний український театр для дітей та юнацтва — перший театр в Україні та світі, розрахований на дитячу та юнацьку аудиторію. Заснований 1920 року в Харкові, з 1944 р. перебазований до Львова

## Історія
Перший академічний український театр для дітей та юнацтва заснований на основі наказу ТЕО Наркомпросу у березні 1920 р. у Харкові як «Театр казки» (офіційне відкриття — 21 березня 1921 р.) Так було започатковано новий вид театрального мистецтва, який не мав аналогів у світовій практиці — театр для наймолодших глядачів. У створенні театру брали участь мистецтвознавець і драматург Олександр Білецький, композитори Ісак Дунаєвський, Дмитро Ямпольський, художники Борис Косарев, Микола Акимов та ін. Згодом у театрі працювала ціла плеяда вихованців та соратників Леся Курбаса: Михайло Верхацький, Леонтій Дубовик, Фауст Лопатинський, Володимир Скляренко, Борис Тягно, а потім і їхні учні — Олександр Барсегян, Олексій Ріпко. Із 1923 року театр перейменовується на Перший державний театр для дітей, а з 1933 року — на Харківський театр юного глядача ім. М. Горького (у 1990 р. за рішенням колективу театр отримав свою теперішню назву).
Після років Другої світової війни, які колектив у співпраці з трупою Київського театру юного глядача провів на Кузбасі, Казахстані, Узбекистані, у 1944 р. театр переводять до Львова у приміщення колишнього єврейського театру.
У львівський період у театрі у різний час працювали такі відомі режисери як Сергій Данченко, Володимир Опанасенко, Ада Куниця, Марк Нестантінер, Валентин Козьменко-Делінде, Алла Бабенко; тут розпочинав свій творчий шлях Роман Віктюк. У 1990 р. від театру від'єдналась група акторів на чолі з Ярославом Федоришином, зорганізувавшись у відомий нині театр «Воскресіння». У 2000—02 в.о. режисера був Олексій Кравчук.
В 2017 році конкурс на посаду головного режисера перемогла молодий український режисер, учениця народного артиста України Олександра Барсегяна — Роза Саркісян.
В театрі працюють народні артисти України Сергій Кустов, Христина Кедич, Ольга Гапа.

## Історія приміщення театру у Львові
На території, де тепер розташований Перший український театр для дітей та юнацтва — Гнатюка, 11 (колишній Ягеллонській) у ХІХ ст. знаходився міський сад, у якому розміщалась літня сцена, що на ній ставили вистави міський театр і театр «Казино де Парі». Поруч знаходилась кам'яниця, яка була збудована в середині ХІХ ст. і виконувала функції спортзалу — тут була одна з перших у Львові шкіл гімнастики та фехтування.
 Для літніх вистав театру-вар'єте «Казино де Парі», котрий перебрався сюди на теплу пору року з вул. Рейтана (теперішня вул. Леся Курбаса), близько 1890 року було збудовано повністю дерев'яний театральний майданчик з 15 накритими ложами, портал сцени якого нагадував портали венеціанської опери та версальського театру. На початку ХХ ст. хазяїном літньої площадки стає єврейський театр, який улаштувався у кам'яниці поруч. Архітектура оновленого літнього театру спрощується, портал сцени набирає вигляду простого ящика. Партер споруди — зал загальною місткістю 1400 місць із головним проходом посередині завширшки 3 м. Цей партер практично простягався на усю ширину саду від огорожі до огорожі. Театр, на відміну від попереднього, по довжині був спрямований вглиб садка, перпендикулярно до вул. Ягеллонської, а не паралельно їй, як це було раніше.
Остання перебудова літнього театру розпочалася у 1918 році на замовлення нових власників Вурма та Гімпеля. Реконструкція звелася до проектування і перебудови даху та місць у партері. Проте за декілька десятиліть театральний сад поступово занепав і перетворився на пустир.
Кам'яниця ж близько 1890 року була перебудувана для єврейського театру (архітектор Рімер на замовлення Ф. Сокаль). За проектом було перебудовано дах нової споруди, влаштовано сцену на всю ширину кам'яниці, зроблено вхід на місці одного з вікон. Але в театрі ще не було спеціальних театральних пристроїв, і завіса піднімалась досить просто — скручуванням в рулон.
В 1938—1939 роках зусиллями архітекторів Владислава Бляйма і Даніеля Кальмуса театру було надано рис конструктивізму. Основою його образу, який переважно зберігся й дотепер, стали підкреслення естетичних якостей будівельних матеріалів та конструктивних елементів, функціональна суворість і доцільність, чіткість пропорцій, простота членувань та відсутність декоративних прикрас: фасад було облицьовано вапняковими плитами, форма віконних прорізів близка до квадратної і тільки на майданчику сходового маршу — вікно круглої форми. Після реконструкції будинок театру набув цілісного стильового архітектурного вирішення і необхідного театральному будинку функціонально-технічного оснащення (колосники, механіка сцени тощо).
Проте у новій споруді власне «Єврейському театру» («Teatr Jydowski») працювати довелось лише один театральний сезон. Львівський державний єврейський театр у 1940 р. був об'єднаний з трупою дніпропетровського ГОСЕТу і роботу нова велика трупа продовжила у театрі «Колізей».
У будівлю ж на Ягеллонській у серпні 1940 року перебралася трупа польського народного театру. Саме Польський драматичний театр працював тут і після відходу зі Львова німецьких військ у серпні 1944 року. Тут же працювала театральна студія, яку очолював Бардіні. За короткий час польський театр назавжди переїжджає до Польщі у м. Катовіце, його замінив театр музкомедії, що тепер працює в Одесі. І врешті у грудні 1944 року у цьому приміщенні оселяється Перший український театр для дітей та юнацтва, який працює тут і донині.

## Назва
Театр Казки (березень 1920 року)
Перший український театр для дітей (1923 рік)
Харківський театр юного глядача ім. М. Горького (1933 рік)
Львівський театр юного глядача ім. М. Горького (1944 рік)
Перший український театр для дітей та юнацтва (1990 рік)
Перший академічний український театр для дітей та юнацтва (2011 рік)
Перший театр (2016 рік)

## Сьогодення
За останні роки театр здійснив низку важливих звершень, які стали поворотними пунктами в його новітній історії.
По-перше, відновив вечірній репертуар для дорослих, а також започаткував проєкт т. зв. «Відкритої сцени», де вистави створюються у міжтеатральній співпраці із запрошеними режисерами та акторами інших львівських (і не тільки) театрів. Деякі вистави з цього репертуару вже відзначаються на фестивалях та отримують гастрольні запрошення до різних міст України.
По-друге, театр активно розвиває напрям орієнтування на сімейного глядача, вибираючи драматургію, здатну зацікавити як дітей, так і дорослих, не боячись говорити по-дитячому про складні і навіть філософські проблеми, з якими стикаються і діти. Так в репертуарі з'явились новітні прочитання таких відомих творів як «Дюймовочка+», «Олівер Твіст», «Зоряний хлопчик», сучасні за проблематикою п'єса «Лялька Реґґеді Енн», вперше в Україні поставлено вистави «Гобіт, або подорож за імлисті гори» та мюзикл «Чарлі Бравн, ти — молодець!».
По-третє, театр відродив традицію навчання акторів при театрі — тепер у співпраці з факультетом культури та мистецтв ЛНУ ім. І. Франка, — випустилися вже три акторські курси.

## Інклюзивний напрям роботи
Перший театр — Перший інклюзивний театр у Львові. З 2018 року перегляд усіх наших вистав доступний для людей з порушенням зору — для них передбачена послуга аудіодискрипції (коментування вистави через приймачі з навушниками). Також, у глядацькій залі передбачені спеціальні сидіння для людей з порушенням опорно-рухового апарату, що користуються візком. А ще, у дворі театру облаштовано доріжку з «чутливого» покриття, щоб люди з порушеннями зору могли безперешкодно дістатися від воріт до входу театру.